# Колесниченко Павло Васильович
Павло Васильович Колесниченко (1902 — загинув 17 січня 1943) — український радянський журналіст, відповідальний редактор газети «Вільна Україна» (Львів) у 1939—1941 роках. Депутат Львівської обласної ради депутатів трудящих 1-го скликання.

## Життєпис
Народився в бідній селянській родині, батько наймитував. Родина проживала в селі Тарасівці Шабельницької волості Чигиринського повіту Київської губернії.
Павло Колесниченко навчався в сільській початковій школі. З дитячих років працював у сільському господарстві, був сільським пастухом.
Член РКП(б) з 1922 року.
З 1922 року — секретар Шабельницького волосного комітету КП(б)У Чигиринського повіту Київської губернії; секретар Боровицького районного комітету КП(б)У Київської губернії.
У 1924—1926 роках служив у Червоній армії.
Після демобілізації — на партійній роботі. З травня 1929 року працював відповідальним редактором колгоспної газети.
У 1932—1933 роках заочно навчався в Харківському державному педагогічному інституті.
На початку 1930-х років — заступник начальника політичного відділу Волнухинської машинно-тракторної станції (МТС); відповідальний редактор лебединської районної газети Харківської області.
До жовтня 1939 року — інструктор, завідувач сектора преси відділу пропаганди і агітації Харківського обласного комітету КП(б)У.
У жовтні 1939 — червні 1941 року — відповідальний редактор львівської обласної газети «Вільна Україна».
З червня 1941 року — в Червоній армії, учасник німецько-радянської війни. Служив полковим агітатором 93-го гвардійського стрілецького полку 76-ї стрілецької дивізії 21-ї армії Донського фронту. Загинув 17 січня 1943 року біля Сталінграду.

## Звання
- політрук
- гвардії капітан[2].

## Нагороди
- 27 січня 1943 року був нагороджений медаллю «За бойові заслуги»[2].